# 기무라 고코미
기무라 고코미(일본어: 木村 心美, 2001년 5월 1일~)는 일본의 여성 모델이자, 플루트 연주자이다.
2020년 3월 모델로 데뷔해 보그재팬 2020년 5월호 표지모델로 등장 했다. 또한 디올의 뷰티 홍보대사로 선정되어 활동하기도 했다.